# Gobius natalensis
 Gobius natalensis és una espècie de peix de la família dels gòbids i de l'ordre dels perciformes.

## Morfologia
Els mascles poden assolir els 10,2 cm de longitud total.

## Distribució geogràfica
Es troba a Sud-àfrica.